# Sainte-Bazeille
Sainte-Bazeille – miejscowość i gmina we Francji, w regionie Nowa Akwitania, w departamencie Lot i Garonna.
Według danych na rok 1990 gminę zamieszkiwało 3510 osób, a gęstość zaludnienia wynosiła 128 kb/s (wśród 2290 gmin Akwitanii Sainte-Bazeille plasuje się na 666 miejscu pod względem liczby ludności, natomiast pod względem powierzchni na miejscu 504.).